# Louis Filloux
Louis Filloux – francuski konstruktor uzbrojenia artyleryjskiego.
Louis Filloux był oficerem artylerii w stopniu pułkownika. Pracował w Putcaux Arsenał. Opracował w latach 1916–1917 155 mm armatę polową G.P.F. Armata w okresie I wojny światowej stała się podstawowym uzbrojeniem artylerii francuskiej. Projektowane przez niego działa oznaczano G.P.F. (Grand Puissance Filloux).